# Wilmersdorfer Straße
Die Wilmersdorfer Straße im Berliner Ortsteil Charlottenburg des Bezirks Charlottenburg-Wilmersdorf verläuft in Nord-Süd-Richtung, südlich beginnend am Adenauerplatz. Im Abschnitt zwischen der Schillerstraße und dem Stuttgarter Platz am Bahnhof Charlottenburg ist sie als Fußgängerzone ausgelegt, an der eine große Anzahl von Geschäften liegt. Es war die erste in einer Berliner Straße eingerichtete kraftfahrzeugfreie Zone.

## Geschichte
Ursprünglich trug der damalige Feldweg die Bezeichnung Kleine Spreestraße, ehe er um 1794 in Wilmersdorfischer Weg und vor 1824 schließlich in Wilmersdorfer Straße umbenannt wurde. Die Benennung ergibt sich aus der Tatsache, dass dieser Weg – von Charlottenburg aus betrachtet – die direkte Verbindung nach Wilmersdorf darstellte. Im 18. und 19. Jahrhundert war dabei nur der nördlichste Teil des Weges innerhalb der seinerzeit selbstständigen Stadt Charlottenburg mit Häusern bebaut.
Seinerzeit wurde auch die über die spätere Otto-Suhr-Allee hinausreichende Verlängerung zur Wilmersdorfer Straße gerechnet, ehe dieser Abschnitt 1928 der Eosanderstraße zugeschlagen wurde. Die vollständige Bebauung erfolgte bis zur Wende zum 20. Jahrhundert, nachdem mit Eröffnung des Bahnhofs Charlottenburg im Jahr 1882 ein direkter Eisenbahnanschluss bestand. Im Jahr 1906 wurde die Berlin-Charlottenburger U-Bahn bis zum Bahnhof Wilhelmplatz (später: Richard-Wagner-Platz) eröffnet, der sich in unmittelbarer Nähe der Kreuzung Wilmersdorfer/Berliner Straße (später: Otto-Suhr-Allee) befand. Diese Stichbahn wich im Frühjahr 1978 der Verlängerung der heutigen Linie U7 über den Fehrbelliner Platz hinaus, wobei diese Linie zwischen den Bahnhöfen Adenauerplatz, Wilmersdorfer Straße (unweit des S-Bahnhofs Charlottenburg) und Bismarckstraße, wo ein Umsteigebahnhof zur U1 (die heutige U2) entstand, direkt unterhalb der Wilmersdorfer Straße verläuft, ehe sie in Höhe der Zillestraße zum U-Bahnhof Richard-Wagner-Platz abschwenkt. Im selben Jahr 1978 wurde dann die Fußgängerzone eröffnet. Die Wilmersdorfer Straße war seinerzeit die erste Fußgängerzone Berlins und gehört bis heute – nach dem Alexanderplatz, der Schloßstraße in Steglitz und der Tauentzienstraße – zu den am meisten frequentierten Einkaufsstraßen der Stadt.
Während der COVID-19-Pandemie wurde mit Zunahme der Infektionszahlen im Herbst 2020 am 24. Oktober für die Wilmersdorfer Straße und einige weitere Berliner Einkaufsstraßen eine Maskenpflicht für Fußgänger eingeführt.

## Sehenswertes

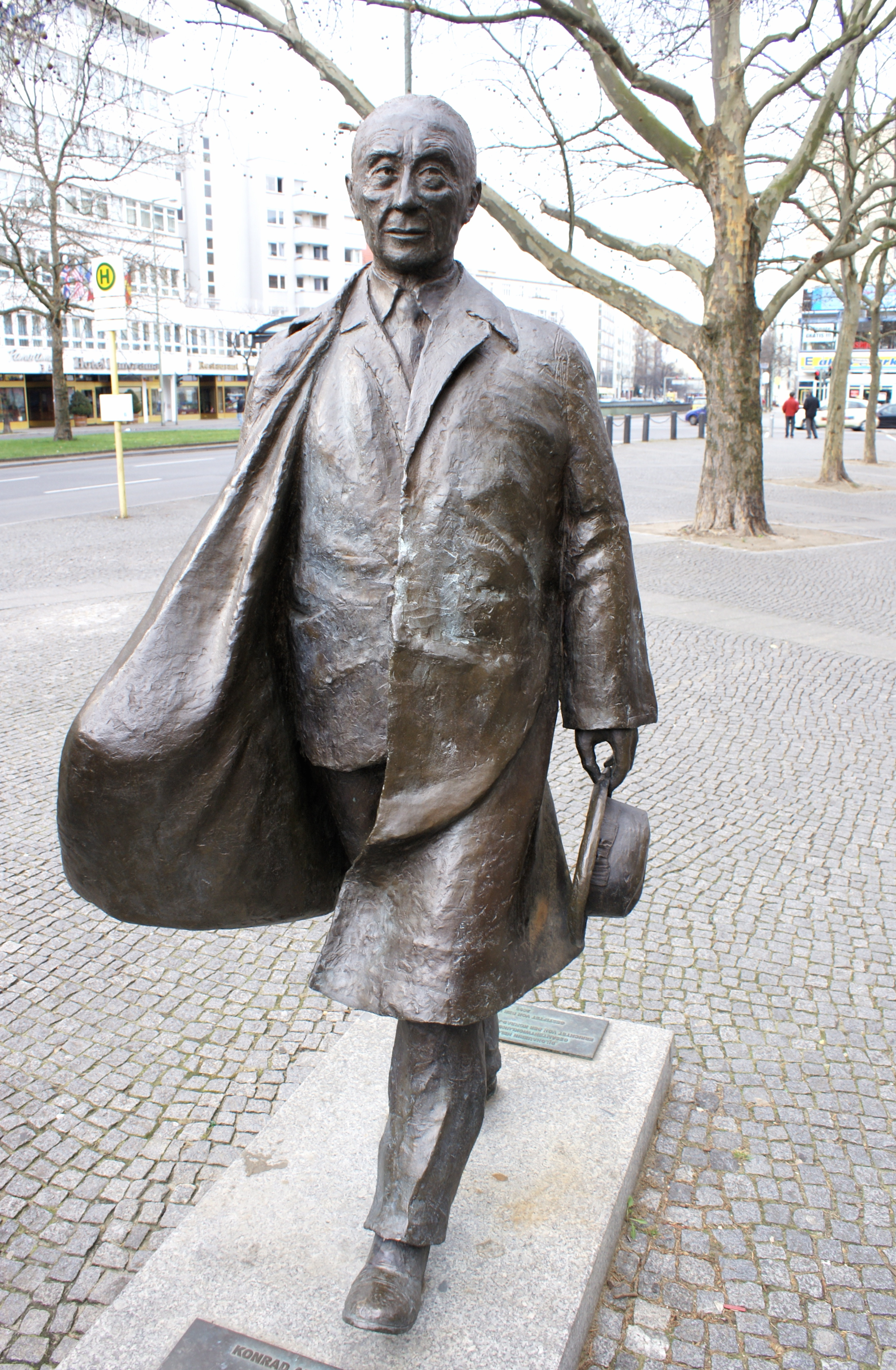
Denkmal Konrad Adenauers von Helga Tiemann (2003) am südlichen Ende der Wilmersdorfer Straße am Adenauerplatz

Der nördliche Straßenabschnitt ist durch Mietshäuser mit kleinen Läden geprägt. Hier findet man unter anderem die Destille in Alt-Berliner Stil Wilhelm Hoeck aus dem Jahr 1892, das stadtbekannte Fisch-Delikatessengeschäft Rogacki, einen der letzten in Berlin verbliebenen unabhängigen Spielzeugwarenladen sowie Restaurants und Einzelhandelsgeschäfte, das nach dem Tod des Inhabers 2025 Insolvenz anmeldete. Im Zentrum der Fußgängerzone befand sich, bis zu seiner Schließung im Januar 2024, das Galeria-Kaufhaus mit fünf Etagen in einem Gebäude, das seit 1906 zunächst das Kaufhaus Graff und Heyn und später Hertie bzw. Karstadt beherbergte. Auf der gegenüberliegenden Seite erstrecken sich die am 26. September 2007 eröffneten Wilmersdorfer Arcaden, die im Herbst 2020 nach mehr als zweijährigen Umbauarbeiten in Wilma Shoppen umbenannt wurden. Darin findet man auf fünf Etagen mehr als 90 Geschäfte, Arztpraxen und Dienstleister.
Im Jahr 2005 eröffnete das Kant-Center mit einer Filiale des Elektromarkts Media Markt, einem großen Geschäft für Bastelbedarf sowie einem Fitness-Studio. Dessen Hauptmietfläche, eine inzwischen geschlossene Filiale des Modekaufhauses Peek & Cloppenburg, steht seit Ende August 2019 leer. Ab Ende 2025 sollen die leerstehenden Flächen durch einen Markt der Supermarktkette Rewe genutzt werden.
Früher gab es an der Ecke Kantstraße noch ein Kaufhaus von Neckermann. Südlich der S-Bahn-Brücke befindet sich an der Kreuzung mit der Mommsenstraße der Hindemithplatz mit dem St.-Georg-Brunnen. Jenseits des Platzes ist die Straße im Wesentlichen von Restaurants und Modegeschäften geprägt. Die Straße endet am Adenauerplatz, in unmittelbarer Nähe des Kurfürstendamms.
Für die Förderung der Straße als Einkaufsmeile setzt sich die Arbeitsgemeinschaft Wilmersdorfer Straße e. V. ein.

## Stadthistorische Bedeutung des nördlichen Teils

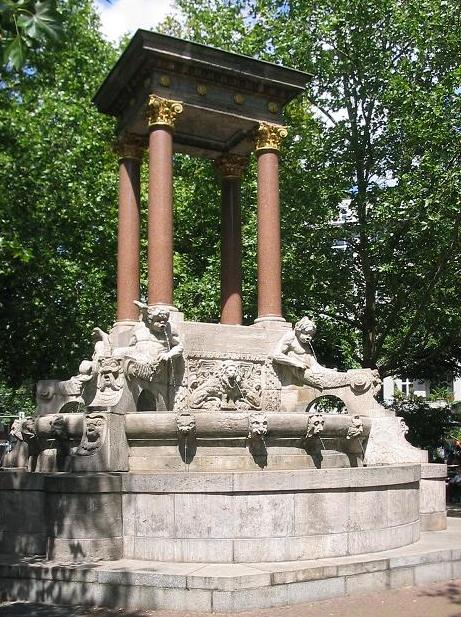
St.-Georg-Brunnen auf dem Hindemithplatz

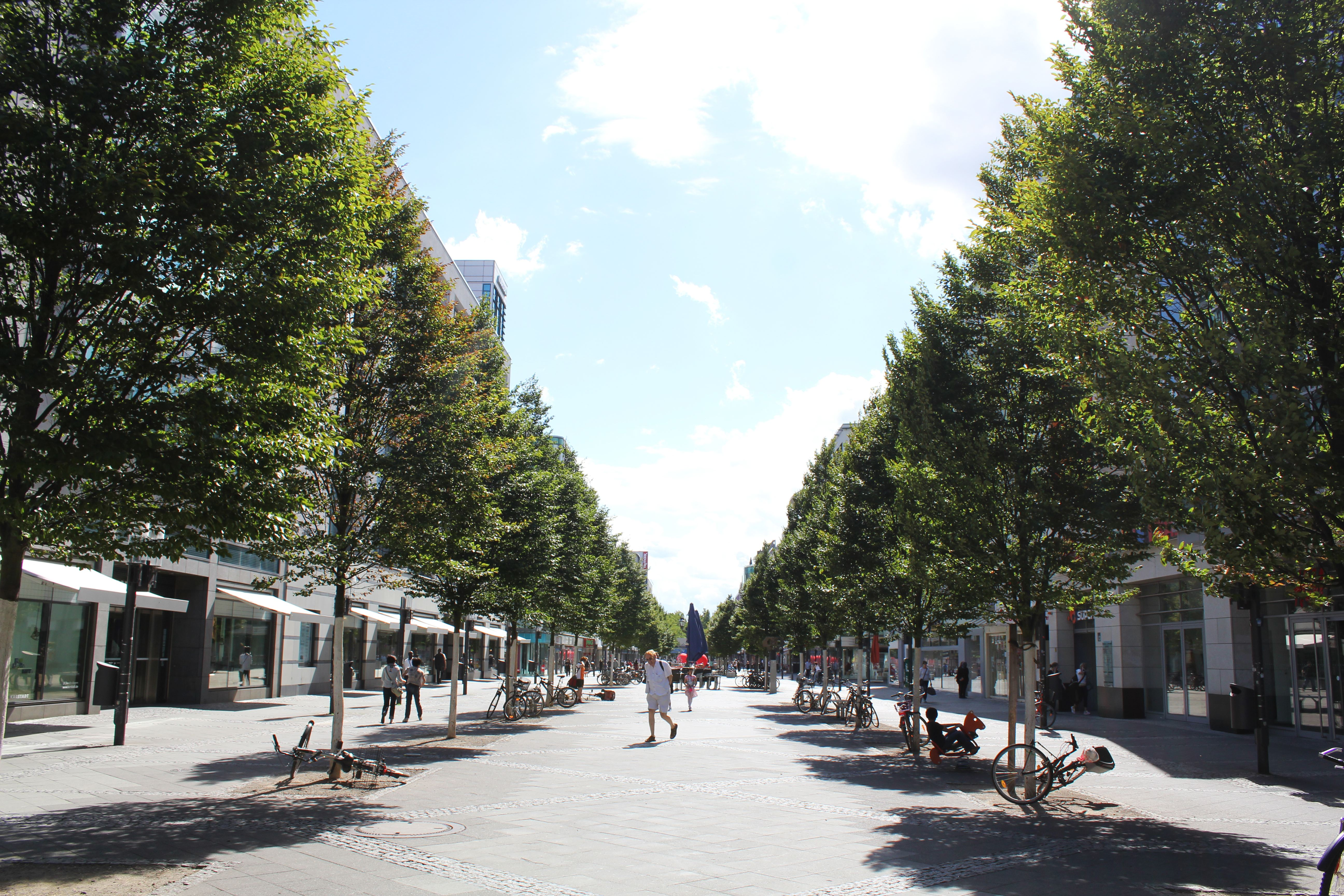
Wilmersdorfer Straße in südlicher Richtung

Die Kreuzung der Wilmersdorfer mit der Haubachstraße ist eine stadthistorisch interessante Straßenkreuzung. Die Eckbauten sind ein Zeugnis der Entwicklungsgeschichte der Altstadt Charlottenburg. Hier sind Gebäude aus den verschiedenen bauhistorischen Epochen auf engem Raum versammelt. In den vier Eckhäusern spiegeln sich unterschiedliche Bauformen wider, wobei die Gebäude im Rahmen der Erneuerung in oft mühevoller Kleinarbeit wiederhergestellt werden konnten.
Das älteste Gebäude ist das eingeschossige Gebäude Haubachstraße 13 / Ecke Wilmersdorfer Straße 18. Es wird vor 1823 datiert und entspricht der ursprünglichen Bebauung um 1705. Das Haus ist ein Paradebeispiel für die frühen, eingeschossigen Ackerbürgerhäuser. Bedingt durch die gewerbliche Nutzung gab es zahlreiche Ladenumbauten und Fassadeneingriffe. Es ist in Privatbesitz.
Direkt im Anschluss befinden sich nach beiden Seiten zweigeschossige Häuser aus der Zeit unmittelbar vor dem Bauboom um 1890, in dem die fünfgeschossigen Mietskasernen entstanden. Das Gebäude Wilmersdorfer Straße 18 wurde 1865, das der Haubachstraße 15 im Jahr 1880 erbaut. Bei diesen zweigeschössigen Putzbauten mit Dachgeschoss ist der Fassadenstuck fast vollständig erhalten geblieben und im Rahmen der Erneuerung restauriert worden.
Das Gebäude an der gegenüberliegenden Haubachstraße 14 / Ecke Wilmersdorfer Straße 17, datiert in seiner ersten Fassung um etwa 1730. Der ursprüngliche Bau war ein traditionelles Ackerbürgerhaus. Im Jahr 1880 wurde es aufgestockt und ist 1988 detailgetreu in dieser Fassung rekonstruiert worden.
Als Vertreter der Endphasen der baulichen Entwicklung sind die beiden anderen Gebäude Wilmersdorfer Straße 156 / Ecke Haubachstraße 11, von 1877 sowie Wilmersdorfer Straße 157 / Ecke Haubachstraße 12, von 1902 zu sehen. Das erste von 1877 ist ein viergeschossiger Putzbau. Er gehört zur sogenannten „Vorgründerphase“ mit ihrem ersten, intensiven Bebauungsschub. Die ursprüngliche Stuckgestaltung der Fassade war hier nur noch an der Seite zur Haubachstraße erhalten, während die Fassade an der Wilmersdorfer Straße abgeschlagen und mit Kratzputz versehen worden war. Die gesamte Fassade wurde 1985 renoviert und der Bereich an der Wilmersdorfer Straße inklusive des Eckrisalits wieder aufgestuckt.
Das Gebäude Wilmersdorfer Straße 157 / Ecke Haubachstraße 12 ist ein fünfgeschossiges Eckhaus. Es zeigt den historischen Endpunkt der bautypologischen Entwicklung. Seine reiche plastische wie ornamentale Gestaltung durch Erker und Jugendstilelemente konnte ebenfalls 1985 wiederhergestellt werden. Im Zuge der Erneuerung wurde hier das Dachgeschoss zu Wohnzwecken ausgebaut. Das Bemühen, zu einer möglichst umfassenden Wiederherstellung des historischen Zustandes zu gelangen, blieb nicht nur auf die Fassaden beschränkt, auch Treppenhäuser und Innenhöfe wurden rekonstruiert.

Kreuzung Haubachstraße
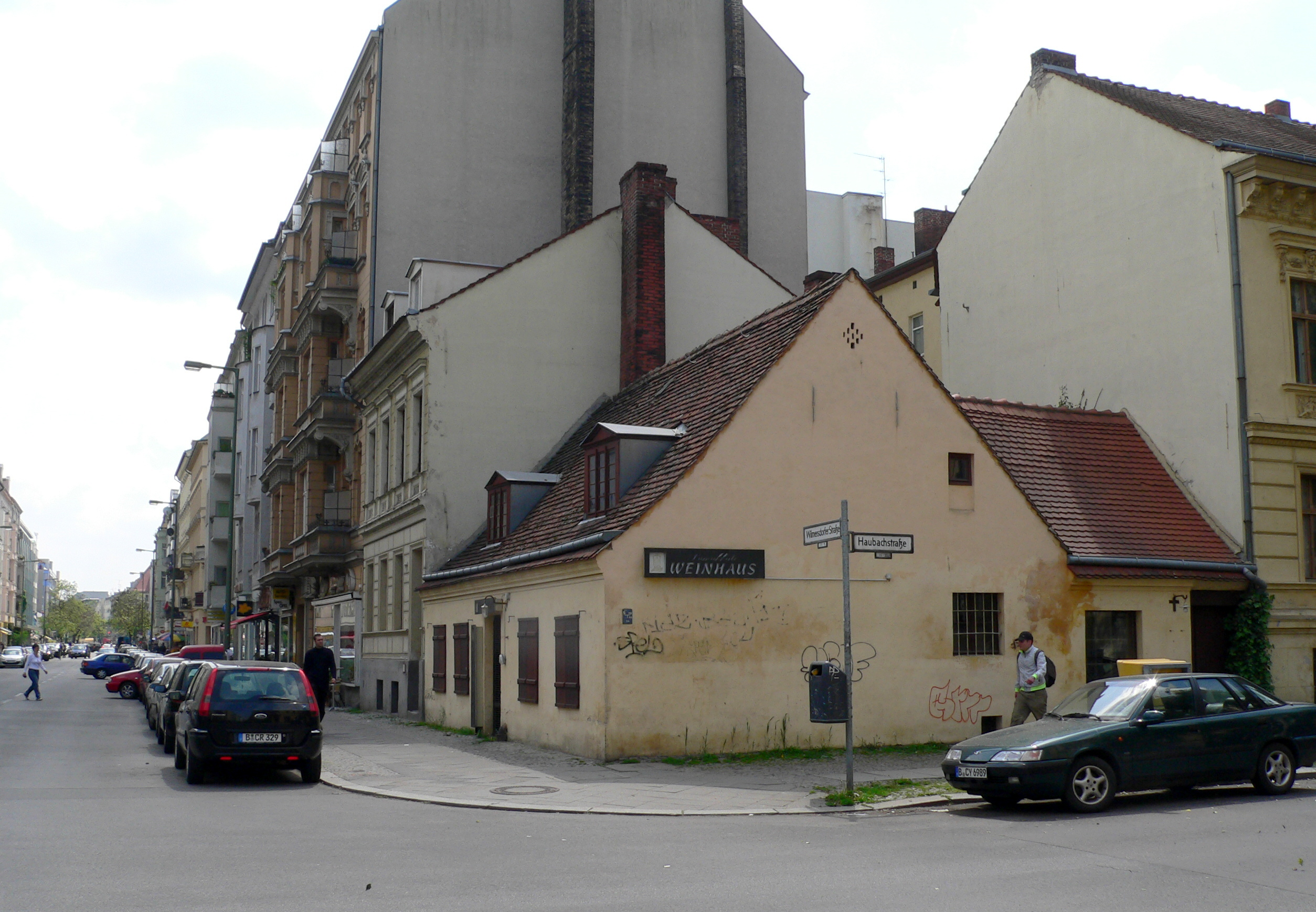
Wilmersdorfer Straße 18
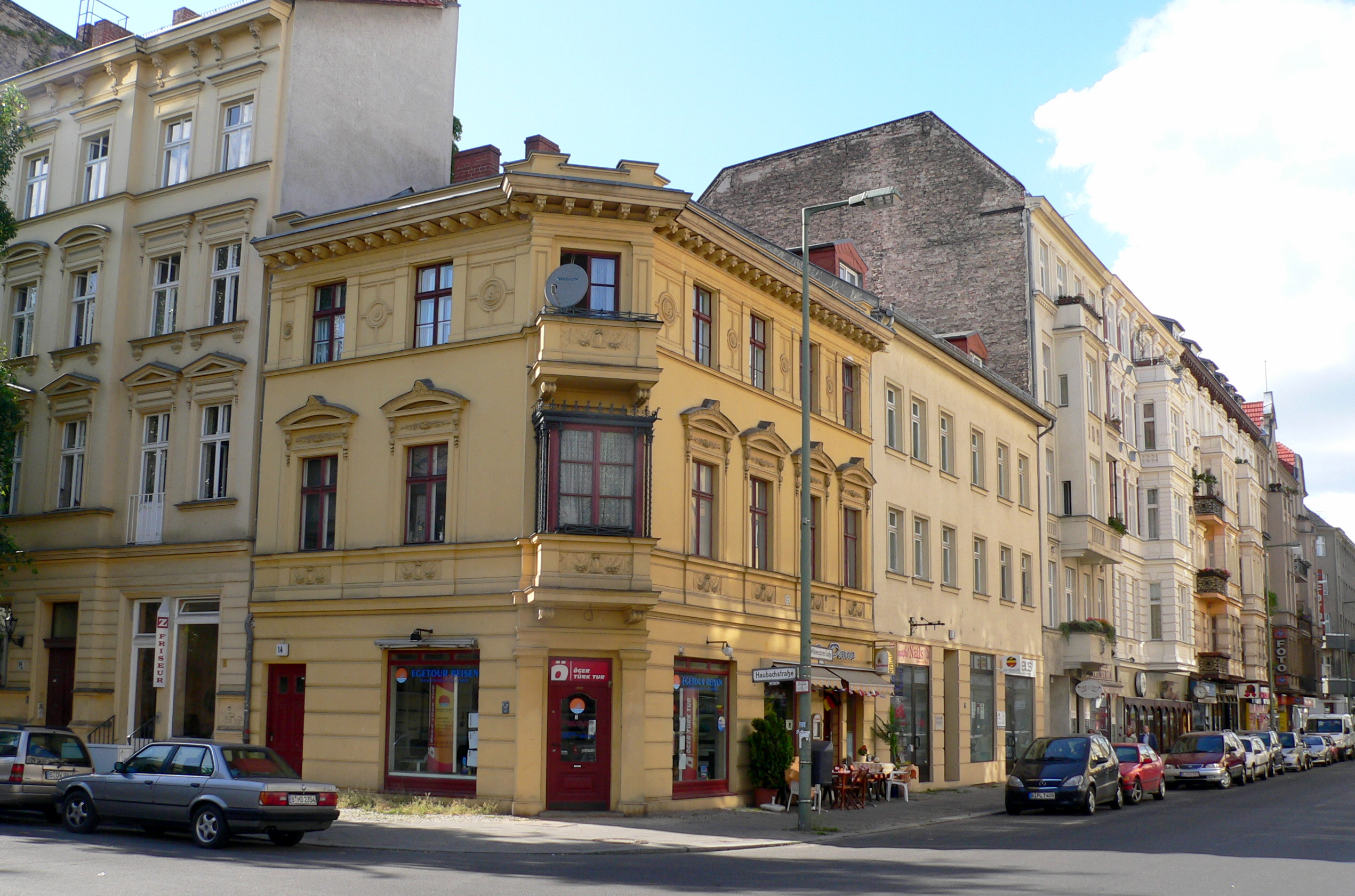
Wilmersdorfer Straße 17
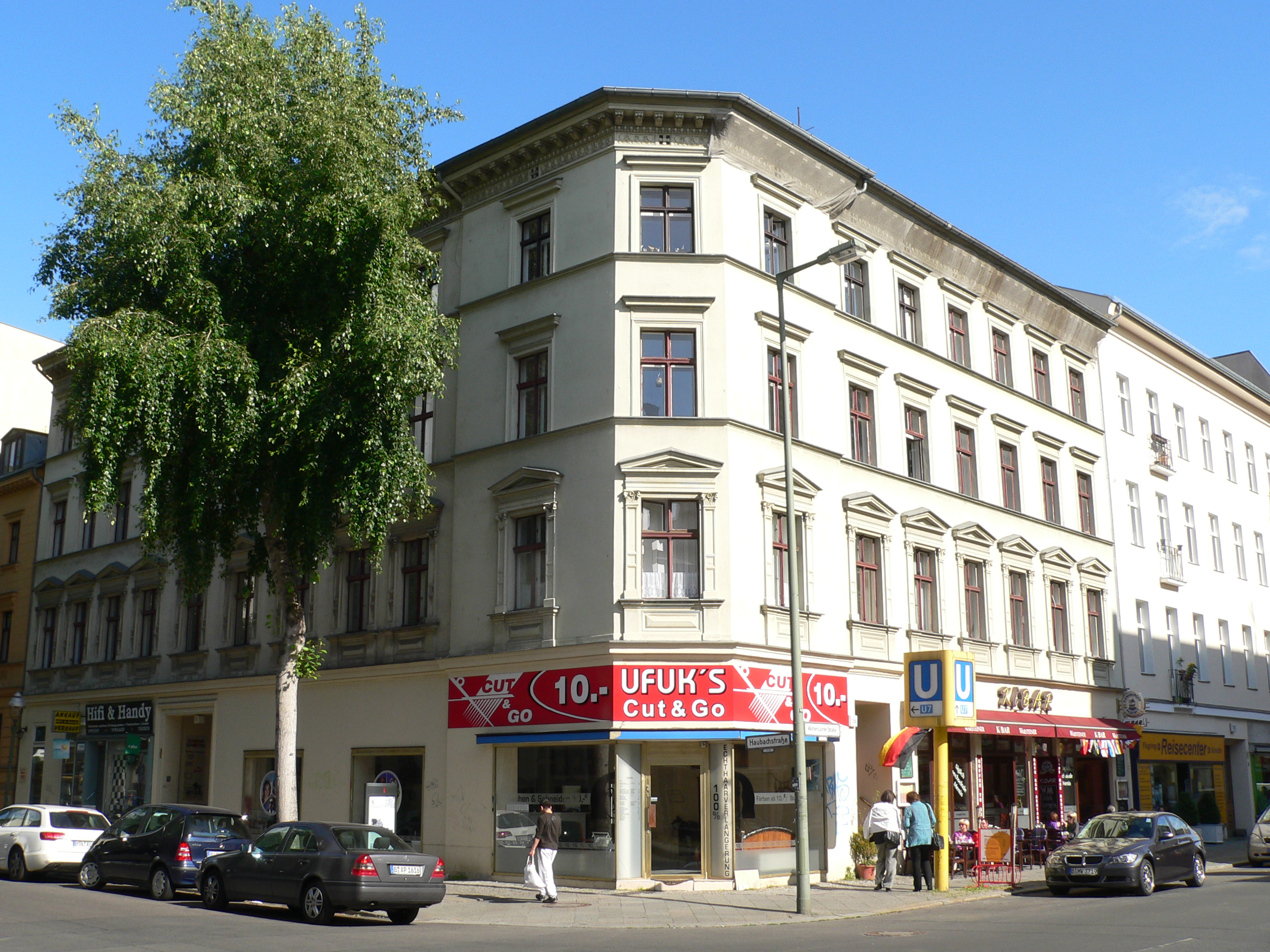
Wilmersdorfer Straße 156
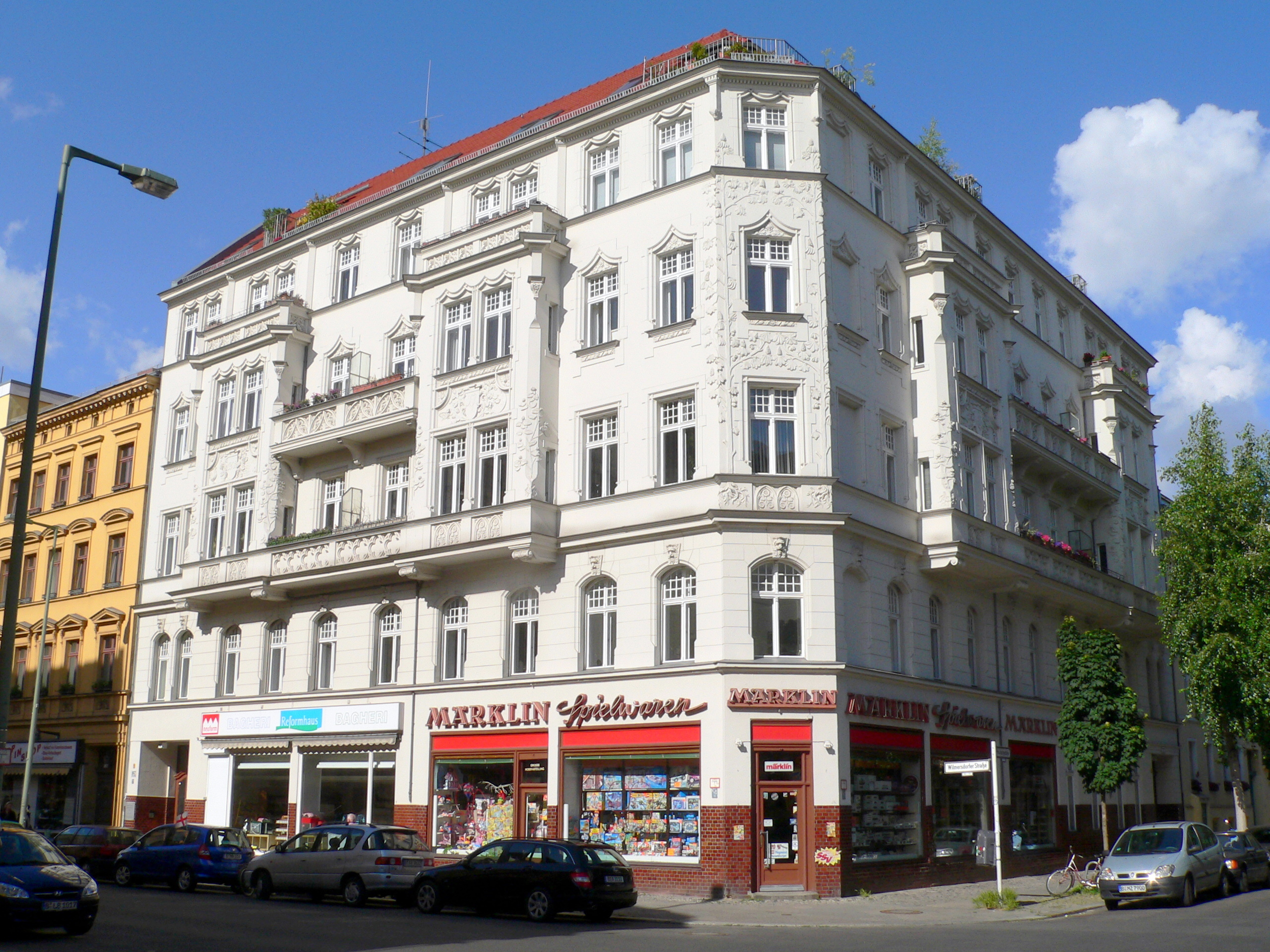
Wilmersdorfer Straße 157

## „Der Henker von Charlottenburg“
Adresse des letzten Henkers in Berlin und Charlottenburg, Julius Krautz war die Wilmersdorfer Straße 13. Den Scharfrichter Krautz kannte im Berlin der Gründerjahre fast jeder mit Namen. Er betrieb Abdeckereien in Charlottenburg und Spandau. Damit verbunden war bis 1888 das Amt des Scharfrichters. Er führte 55 Verurteilte zum Richtblock, unter ihnen den Kaiser-Attentäter Max Hödel. Er war dem Weißbier und den Frauen zugetan und verkehrte in verschiedenen Destillen. Über sein blutiges Handwerk sprach er kaum. Umso mehr riss man sich dann um den Sensationsroman Der Scharfrichter von Berlin, der 1889 mit 250.000 Exemplaren zu einem Bestseller wurde. In dem 3118 Seiten starken Werk für 13 Mark wurden sein Leben, seine Opfer, seine Liebschaften und seine schlaflosen Nächte zu einem schaurig-sentimentalen Sittengemälde ausgeschmückt.

## Verkehr

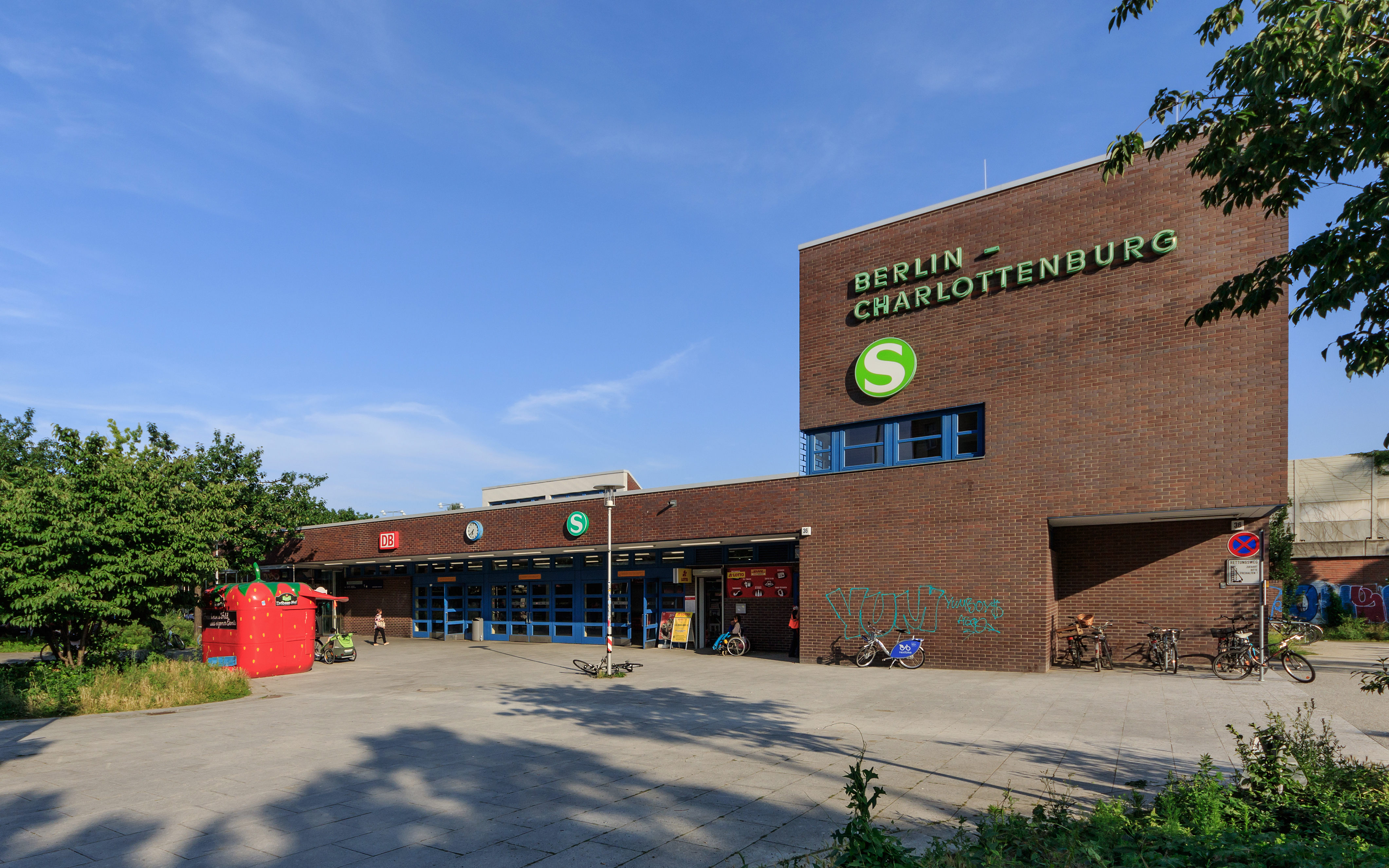
Bahnhof Charlottenburg westlich der Wilmersdorfer Straße

Die Wilmersdorfer Straße ist im schienengebundenen ÖPNV über die Stationen Richard-Wagner-Platz, Bismarckstraße, Wilmersdorfer Straße und Adenauerplatz der U-Bahn-Linie U7 sowie über den in Höhe des Stuttgarter Platzes gelegenen S- und Regionalbahnhof Berlin-Charlottenburg erreichbar. Bis zu ihrer Stilllegung am 1. August 1964 verkehrte die Straßenbahnlinie 3 (Fehrbelliner Platz – Osloer Straße/Grüntaler Straße) durch die Wilmersdorfer Straße.